# Humphry Osmond
Humphry Fortescue Osmond (1 de julho de 1917 – 6 de fevereiro de 2004) foi um psiquiatra e psicólogo britânico. Ele é conhecido por cunhar o termo psicodélico e por pesquisar sobre possíveis aplicações médicas e terapêuticas de drogas psicodélicas. Osmond também explorou aspectos da psicologia dos ambientes sociais, em particular como o contexto influencia o bem-estar e a recuperação de instituições mentais.
Quando jovem, ele trabalhou para um arquiteto e frequentou a Guy's Hospital Medical School no King's College London. Enquanto ativo como cirurgião-tenente da Marinha durante a Segunda Guerra Mundial, Osmond se especializou para se tornar um psiquiatra. Após a guerra, ingressou na unidade psiquiátrica do Hospital St. George. Em 1953, trocou cartas com o escritor Aldous Huxley, que se dispôs a participar de uma experiência psicodélica com o uso de mescalina, e Osmond o supervisionou.